# Formiddagen med Adam og Sara
Formiddagen med Adam og Sara var et dansk radioprogram, som blev sendt på P3 mellem kl. 9 og 12 fra d. 15. september 2008 til d. 17. juni 2011. Værterne på programmet var Adam Duvå Hall og Sara Bro. Radioprogrammet havde flere faste indslag, blandt andet Verdens største brevkasse, der forsøgte at svare på lytteres spørgsmål om alt mellem himmel og jord og Status pt., hvor lyttere skrev ind, hvad de lavede.
| Radio | Spire Denne artikel om radio eller radioprogrammer er en spire som bør udbygges. Du er velkommen til at hjælpe Wikipedia ved at udvide den. |